# Yatton (Somerset)
Yatton is een civil parish in het bestuurlijke gebied North Somerset, in het Engelse graafschap Somerset. 